# Peremizs
A peremizs (Inula) a fészkesvirágzatúak (Asterales) rendjébe és az őszirózsafélék (Asteraceae) családjába tartozó nemzetség. Fajai általában évelő növények,  Eurázsiában és Afrikában honosak. Méretük a néhány centiméterestől akár három méteresig terjedhet.

## Fajok
A lista nem teljes.
- Inula acaulis Schott &  Kotschy ex Tchihat. – szártalan peremizs[1]
- Inula acervata S.Moore
- Inula acinacifolia Gand.
- Inula acuminata DC.
- Inula afghanica Rech.f. & Köie
- Inula anatolica Boiss.
- Inula auriculata Boiss. & Balansa
- Inula bifrons (L.) L. – szárnyalt peremizs, kétarcú peremizs[1]
- Inula britannica L. – réti peremizs[1]
- Inula candida (L.) Cass. – hófehér peremizs[1]
- Inula cappa (Buch.-Ham. ex D. Don) DC.
- Inula caspica Blume
- Inula clarkei (Hook.f.) R.R.Stewart
- Inula conyzae (Griess.) Meikle – erdei peremizs, közönséges peremizs[1]
- Inula crithmoides L. (syn. Limbarda crithmoides (L.) Dum.) – aranyló peremizs[1]
- Inula cuspidata (Wall. ex DC.) C.B.Clarke
- Inula ensifolia L. – kardlevelű peremizs, kardos peremizs, szablyalevelű peremizs[1]
- Inula eupatorioides DC.
- Inula falconeri Hook.f.
- Inula forrestii J.Anthony
- Inula germanica L. – hengeres peremizs, német peremizs[1]
- Inula grandis Schrenk ex Fisch. & C.A.Mey.
- Inula helenioides DC.
- Inula helenium L. – örménygyökér, örvénygyökér, pompás peremizs[1]
- Inula helianthus-aquatica
- Inula helvetica Weber
- Inula hirta L. – borzas peremizs[1]
- Inula hookeri C. B. Clarke – himalájai peremizs[1]
- Inula hupehensis (Y.Ling) Y.Ling
- Inula japonica Thunb.
- Inula koelzii R.Dawar &  Qaiser
- Inula lineariifolia Turcz.
- Inula macrocephala – kaukázusi peremizs[1]
- Inula magnifica Lipsky – sötétszárú permizs[1]
- Inula montana L.
- Inula multicaulis Boiss.
- Inula nervosa Wall. ex DC.
- Inula obtusifolia A.Kern.
- Inula oculus-christi L. – selymes peremizs[1]
- Inula orientalis Lam. (syn.: Inula glandulosa Lam.) – mirigyes peremizs, keleti peremizs[1]
- Inula pterocaula Franch.
- Inula racemosa Hook.f. – fürtös peremizs[1]
- Inula rhizocephala Schrenk ex Fisch. & C.A.Mey.
- Inula rhizocephaloides C.B.Clarke
- Inula royleana DC. – nagylevelű peremizs[1]
- Inula rubricaulis (DC.) Benth. & Hook.f.
- Inula salicina L. – fűzlevelű peremizs
  - Inula salicina subsp. aspera Hayek – szíveslevelű peremizs[1]
- Inula salsoloides (Turcz.) Ostenf.
- Inula sericophylla Franch.
- Inula spiraeifolia L. – bajnócalevelű peremizs, baranyai peremizs[1]
- Inula stewartii Abid & Qaiser
- Inula subfloccosa Rech.f.
- Inula thapsoides Spreng.
- Inula verbascifolia (Willd.) Hausskn.
- Inula wissmanniana Hand.-Mazz.